# Haplopelma albostriatum
Haplopelma albostriatum (nhện chân vằn Thái Lan, nhện nhung đen hay hổ đất Thái Lan) là một loài nhện trong họ Theraphosidae. Chúng phân bố ở Thái Lan, Myanmar và Campuchia.

## Tên gọi
Tên của chúng bắt nguồn từ những sọc trắng dễ nhận biết chạy dọc các chân, trong đó albo nghĩa là trắng còn striatus có nghĩa là sọc.

## Đặc điểm
Đây là một loài đào hang cỡ trung bình, chúng dành phần lớn thời gian ẩn trong hang của mình dưới lòng đất. Tuy là một loài nhút nhát nhưng đôi khi chúng cũng có thể trở nên khá hung dữ. Giống như những loài tarantula Cựu thế giới khác, loài này không có lông ngứa, chúng chỉ có thể tự vệ bằng cách cắn hoặc bỏ chạy. Loài này được cho là có độc tố mạnh hơn các loài tarantula khác.

## Dùng làm thực phẩm
Đây là một loài nhện ăn được và thường được sử dụng làm nguyên liệu cho món nhện chiên Campuchia.